# The Devil Inside
The Devil Inside är en amerikansk skräckfilm från 2012, regisserad av William Brent Bell.

## Handling
År 1989 tar larmcentralen emot ett samtal från Maria Rossi där hon erkänner att hon brutalt mördat tre personer.
20 år senare försöker hennes dotter Isabella ta reda på vad som hände den där kvällen. Hon besöker mentalsjukhuset Centrino i Italien, där hennes mor spärrats in, för att försöka ta reda på om hennes mor är psykiskt sjuk eller besatt av demoner.
Hon anlitar två unga exorcister för att bota sin mor genom okonventionella metoder där både religion och vetenskap spelar en roll. I deras kamp för att bota Maria möter de ondskan i dess renaste form – fyra mäktiga demoner som tagit kontroll över henne.
Många har varit besatta av en, men endast en har varit besatt av flera.

## Skådespelare
- Fernanda Andrade
- Simon Quarterman
- Evan Helmuth
- Suzan Crowley

## Regissörer
- William Brent Bell, Matthew Peterman och Scooter Brown.